# Kostino (Chakasja)
Kostino (ros. Костино) – wieś (dieriewnia) w Rosji, w Chakasji, w rejonie ordżonikidzewskim. W 2021 liczyła 70 mieszkańców.